# Eysinga State (Rinsumageest)
Eysinga State is een voormalige stins van Rinsumageest in de gemeente Dantumadeel, in Friesland. De stins is tussen 1200 en 1400 gebouwd. In 1804 is hij afgebrand. Tegenwoordig is er een straat in Rinsumageest vernoemd naar deze stins, 'de Eysingawei'. Op de plaats waar de Eysinga State vroeger stond bevindt zich tegenwoordig het Rinsumageester Bos. Een poort van de stins werd onderdeel van de Alexanderkerk.

## Lijst van eigenaren van de Eysinga State
| Jaar     | Gebruiker                                                                 |
| -------- | ------------------------------------------------------------------------- |
| ca. 1400 | Feye Eysinga                                                              |
| ca. 1450 | Gecke Eysinga                                                             |
|          | Hack Eysinga en Aede Keimpes Jongma, 2e echtgenoot van Hack:              |
|          | Tjalling Entsz Bolta alias van Eysinga                                    |
| 1534     | Feye van Eysinga                                                          |
|          | Hack van Eysinga en Botte Wilco van Holdinga                              |
|          | Doedt van Holdinga en Georg Wolfgang thoe Schwartzenberg en Hohenlansberg |
|          | Johan Onuphrius thoe Schwartzenberg en Hohenlansberg                      |
|          | George Wilco thoe Schwartzenberg en Hohenlansberg                         |
|          | Wilco Holdinga thoe Schwartzenberg en Hohenlansberg                       |
|          | Georg Wolfgang thoe Schwartzenberg en Hohenlansberg                       |
| 1739     | Jan Sicco thoe Schwartzenberg en Hohenlansberg                            |
| 1757     | Michael Onuphrius thoe Schwartzenberg en Hohenlansberg                    |
| 1758     | Wilco thoe Schwartzenberg en Hohenlansberg                                |
| 1789     | J.P. Andrae van Haren                                                     |
|          | Oberman                                                                   |
|          | J.J. Loensma                                                              |